# 急性妊娠脂肪肝
急性妊娠脂肪肝（きゅうせいにんしんしぼうかん　英語 acute fatty liver of pregnancy：AFLP）とは、妊娠後期（平均37週頃）に生じる脂肪肝疾患。7,000〜16,000 妊娠に1 例と報告され、初産婦に多く、多胎例、男児妊娠例に多く、約半数は妊娠中毒症を合併する。次回妊娠では繰り返す可能性は低い。

## 臨床像
妊娠を終了させない限り、急激に肝不全、腎不全、播種性血管内凝固症候群等を起こし、母児共に致死的転機を生じる危険性が高い。従って、緊急分娩が必要となる。臨床経過はHELLP症候群と類似しており、病態機序については同じ疾患概念と考えられている。
顕著な黄疸（T-Bil高値）を生じるも、肝逸脱酵素（AST/ALT値）は軽度上昇のみであることが多く、アンチトロンビン-III低下や血小板低下等のDIC兆候を呈してくる。確定診断では肝生検での「炎症所見・線維化所見の無い肝細胞の微小脂肪滴変性」所見である。